# Hallsteinova doktrina
Hallsteinova doktrina je doktrina vezana za međunarodno-pravno priznanje vlada. Ime je dobila po Walteru Hallsteinu, ministru vanjskih poslova Zapadne Njemačke, koji se zalagao za prekidanje diplomatskih odnosa sa svim državama koje priznaju njemačku vladu sovjetske zone tj. Istočnu Njemačku. 
Smatrao je kako je službeni Bonn jedini zakoniti zastupnik interesa 18 milijuna Nijemaca koji žive u sovjetskoj zoni. 
Doktrina je bila veoma važna u jednom razdoblju vanjske politike Zapadne Njemačke. Primjenjivana je i protiv Jugoslavije i Kube. Izuzetak je bio Sovjetski Savez. 
Doktrina gubi na snazi šezdesetih godina kada se politika mijenja u smjeru priznanja Istočne kao „druge Njemačke”. Doktrina je do kraja napuštena kada je kancelar Willy Brandt započeo provedbu tzv. »istočne politike« (njem. Ostpolitik) 1969., kada je doktrina smatrana preprjekom u normalizaciji odnosa s Istočnom Njemačkom.